# Toni Hofer
Toni Hofer (* 24. Mai 1903 in Linz; † 27. September 1979 ebenda) war ein österreichischer Grafiker, Exlibriskünstler, Kunstsammler und Heraldiker.

## Leben und Wirken

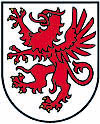
Wappen von Leonding, Entwurf von Toni Hofer

Toni Hofer absolvierte eine Buchdrucker- und Schriftsetzerausbildung. Er besuchte Kurse bei Paul Ikrath und Franz Lehrer und arbeitete bei der Buchdruckerei Wimmer in Linz. Daneben begann Hofer seine Sammeltätigkeit für Kleingrafiken und Exlibris.
Er war zeitweise Fachgruppenobmann der technischen Buchdruckereiangestellten Oberösterreichs und Vortragender für Exlibriskunst und Gebrauchsgrafik im In- und Ausland.
Zu seinen Werken zählen vor allem Grafiken, Holzschnitte und Wappenzeichnungen, z. B. für Asten Kallham, Lochen am See und Palting. Sein Nachlass befindet sich in der Grafischen Sammlung des Oberösterreichischen Landesmuseums in Linz.

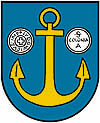
Wappen von Asten
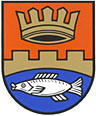
Wappen von Attersee am Attersee
Wappen von Kallham
Wappen von Lochen am See
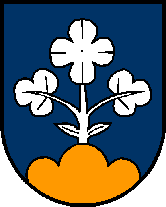
Wappen von Palting
Wappen von St. Marien[7]
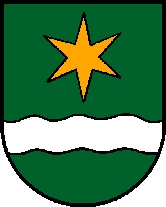
Wappen von Vorderweißenbach

Am 16. Oktober 1979 wurde Hofer posthum die Kulturmedaille der Stadt Linz verliehen.